# Partido Marcos Paz
Marcos Paz ist ein Partido im Norden der Provinz Buenos Aires in Argentinien. Laut einer Schätzung von 2019 hat der Partido 67.415 Einwohner auf 470 km². Der Verwaltungssitz ist die Stadt Marcos Paz. Die Stadt Marcos Paz, die dem Partido ihren Namen gibt, entstand nach und nach um einen Bahnhof, Estación Coronel Doctor Marcos Paz. Der Bahnhof wurde nach Coronel Doctor Marcos Paz benannt, einem argentinischen Politiker und Vizepräsident von Bartolomé Mitre im Jahr 1862.
Marcos Paz grenzt an Gran Buenos Aires, ist allerdings selbst nicht mehr Teil der Metropolregion.

## Orte
Marcos Paz ist in 5 Ortschaften und Städte, sogenannte Localidades, unterteilt.
- Marcos Paz (Verwaltungssitz)
- Elías Romero
- Santa Rosa
- Lisandro de la Torre
- Santa Marta